# Kurhan (obraz)
Kurhan (inne nazwy: Kurhan na Ukrainie, Kurhan ukraiński, Pejzaż stepowy z kurhanem, Powracające bydło, Stado w stepie, Woły na stepach) – obraz olejny (pejzaż) autorstwa polskiego malarza Józefa Chełmońskiego, ukończony w 1912 roku. Znajduje się w zbiorach Muzeum Narodowego w Warszawie.

## Historia
Józef Chełmoński namalował pejzaż Kurhan w 1912 roku. 16 grudnia 1912 roku przysłał go wystawę Towarzystwa Zachęty Sztuk Pięknych. Obraz trafił później do kolekcji Edwarda Reichera z Aleksandrowa Kujawskiego (posiadał go co najmniej do 1918 roku). 31 października 1928 roku obraz odkupiło Muzeum Narodowe w Warszawie od Janiny Grossmanowej za 22 000 zł. Płótno wywieziono z Polski podczas II wojny światowej, rewindykowano je we wrześniu 1956 roku z ZSRR. Przechowywano je w Muzeum Narodowym w Lublinie od 1957 do 1970 roku oraz od 1988 do 1993 roku, a także w Muzeum w Łowiczu od 1971 do 1983 roku jako depozyt. Od 2011 roku obraz znajdował się w pałacu w Radziejowicach.
W listopadzie 2023 roku obraz Kurhan wraz z innymi dziełami Józefa Chełmońskiego został usunięty z dotychczasowego miejsca ekspozycji, by wziąć udział w wystawie „Arkadia” w Muzeum Narodowym w Warszawie. Po zakończeniu wystawy, 18 marca 2024 roku, powrócił na stałe miejsce w budynku. 26 września 2024 roku dzieło zostało ponownie zaprezentowane w Muzeum Narodowym w Warszawie na specjalnej ekspozycji poświęconej twórczości Józefa Chełmońskiego, która potrwa do 26 stycznia 2025 roku. Po zakończeniu tej wystawy obraz wróci na swoje pierwotne miejsce w muzeum (nr inw. MP 958 MNW).

## Opis
Obraz przedstawia rozległy step prawdopodobnie na Ukrainie z widocznym w centralnej części kurhanem – starożytnym kopcem grobowym, który nasuwa refleksje o przemijaniu świata (zob. motyw vanitas). W środkowym planie widoczne jest stado pasących się białych wołów.
Płótno ma 112 cm wysokości i 191 cm szerokości, natomiast z masywną ramą ma wysokość 128,5 cm, szerokość 208,6 cm oraz grubość płótna wynoszącą 6,5 cm. W lewym dolnym rogu płótna znajduje się sygnatura: JOZEF CHEŁMOŃSKI / 1912 r.